# Canon EOS

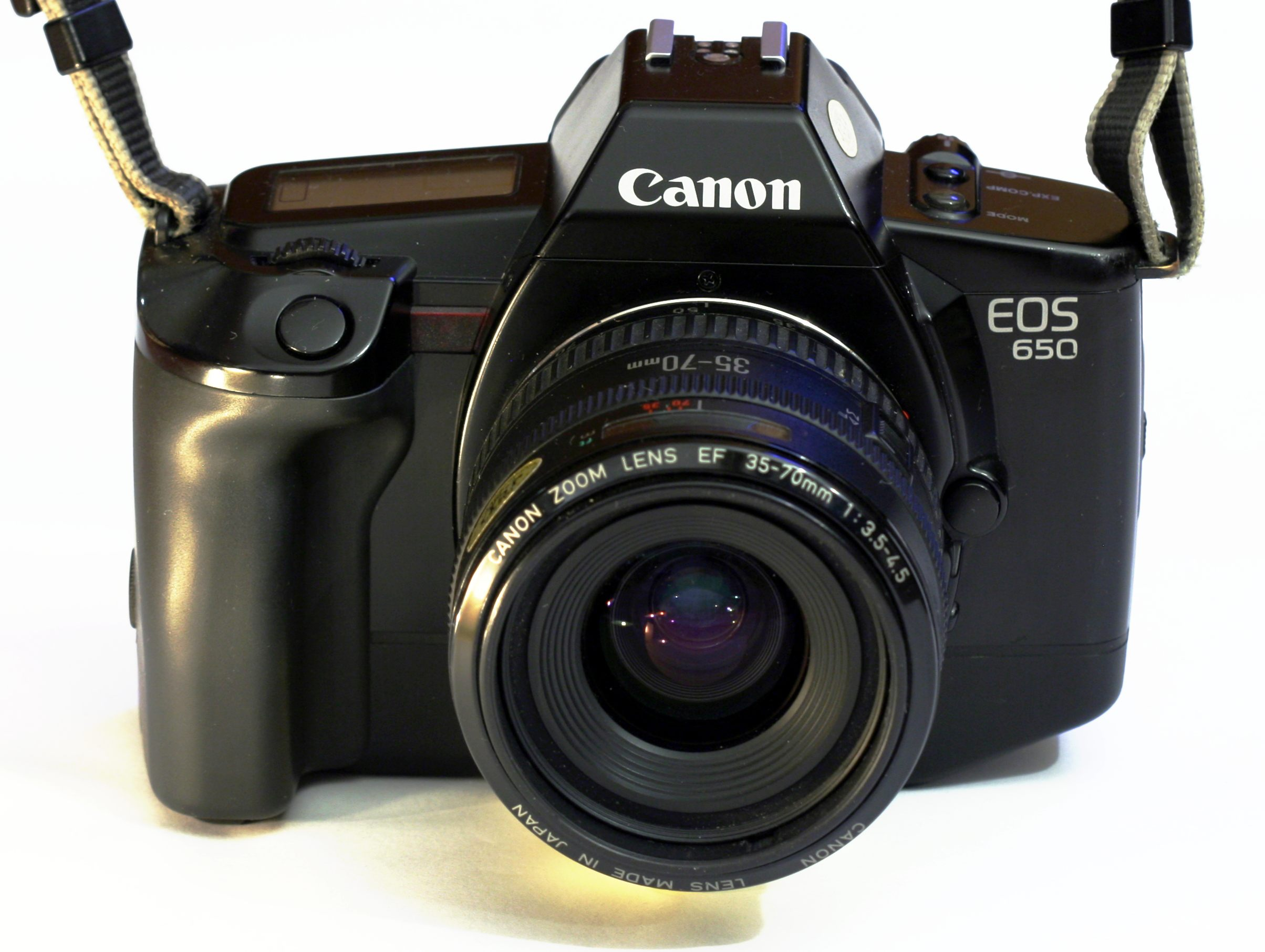
Canon EOS 650 – pierwszy aparat z linii Canon EOS

Canon EOS (ang. Electro-Optical System) – linia aparatów fotograficznych firmy Canon wyposażonych w autofocus. Wprowadzona w 1987 roku wraz z aparatem Canon EOS 650 i nadal w produkcji. Skrót został świadomie wybrany ze względu na Eos, boginię grecką. Główną przemianą jest wprowadzenie systemu EF mocowania obiektywów, który zastąpił system FD.

## Obiektywy EF

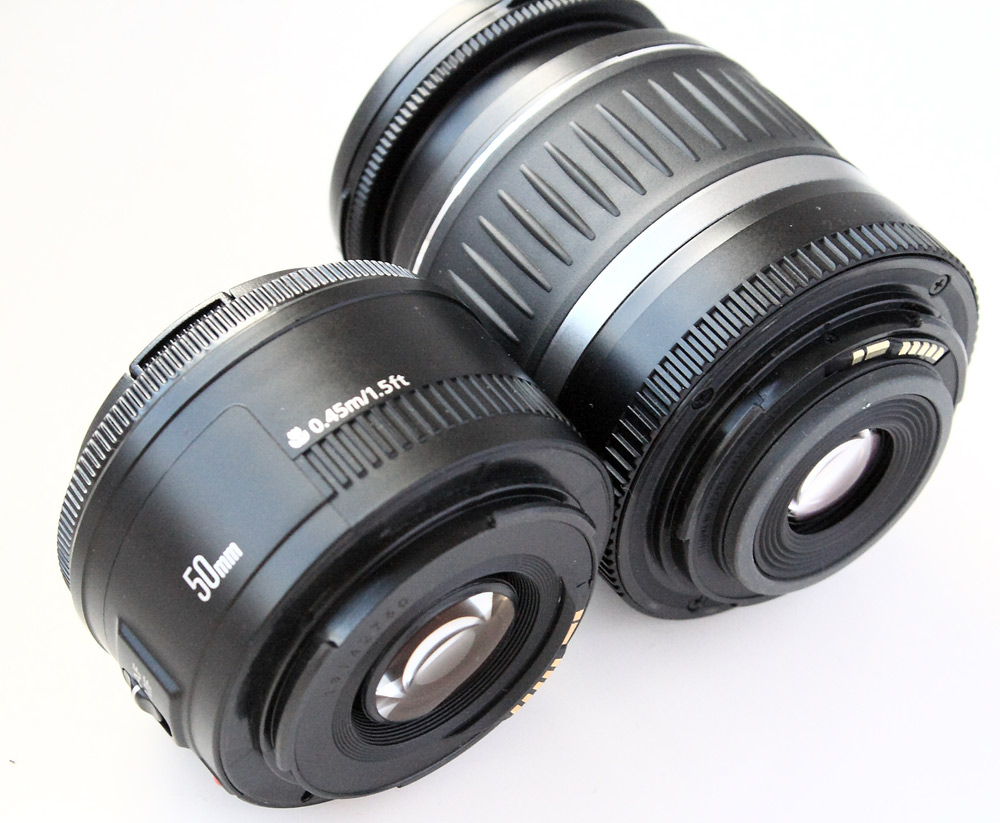
Bagnet Canon EF i EF-S

Canon EF jest standardem obiektywów wprowadzonym w 1987 roku, zastępującym używany wcześniej Canon FD. Podstawowym założeniem było przeniesienie silników i mechaniki do obiektywu, dzięki czemu aparat kontaktuje się z obiektywem wyłącznie za pomocą styków elektrycznych (brak elementów mechanicznych). Było to pierwsze na świecie takie rozwiązanie, nieco później wprowadziły je firmy Contax i Olympus.

## Obiektywy EF-S
Canon EF-S – obiektywy zaprojektowane do lustrzanek cyfrowych z matrycą formatu APS-C. Pracuje on w systemie płytkiego ogniskowania, co oznacza, że tylna soczewka wchodzi głębiej – niż w konstrukcjach tradycyjnych – do komory lustra. System ten Canon nazywa „short back focus” i oznacza dodatkową literą "S" na obiektywach.

## Lampy błyskowe EOS
Lampy błyskowe zaprojektowane do systemu EOS przechodziły swą ewolucję od momentu wprowadzenia systemu. Podstawę systemu wprowadzono już wcześniej wraz z lampami do modeli T90 i nazwano TTL. Kolejnym rozszerzeniem był E-TTL, który do pomiaru ekspozycji stosował serię przedbłysków. Seria lamp do aparatów EOS otrzymała nazwę Speedlite.

## Aparaty fotograficzne
Podstawowymi cechami aparatów EOS są:
- wielopunktowy (matrycowy) pomiar światła
- wielopunktowy autofokus
- możliwość obsługi całkowicie jedną ręką (bez odrywania wzroku od wizjera)
- w niektórych modelach – ustawianie ostrości na podstawie tego, na co patrzy oko fotografującego (eye-control focusing)

## Konwencja nazewnictwa
| Grupa                       | Międzynarodowe                                    | Japońskie                                                | Amerykańskie                                                    |
| --------------------------- | ------------------------------------------------- | -------------------------------------------------------- | --------------------------------------------------------------- |
| Amatorskie (entry level)    | 3- lub 4-cyfrowe, np. EOS 350D, EOS 300X, EOS 33V | Kiss, seria 7 np. EOS Kiss Digital N, EOS Kiss 7, EOS 7s | Rebel, Elan np. EOS Digital Rebel XT, EOS Rebel T2, EOS Elan 7N |
| Zaawansowane (midrange)     | 2-cyfrowe np. EOS 50D, EOS 70D                    | tak samo                                                 | tak samo                                                        |
| Półprofesjonalne (high end) | 1-cyfrowe np. EOS 5D Mark III, EOS 7D             | tak samo                                                 | tak samo (z wyjątkiem EOS 5D - EOS A2)                          |
| Profesjonalne (advanced)    | seria 1D np. EOS 1Ds Mark III, EOS 1D-X           | tak samo                                                 | tak samo                                                        |